# Giro del Delfinato 1998
Il Giro del Delfinato 1998, cinquantesima edizione della corsa, si svolse dal 7 al 14 giugno su un percorso di 1063 km ripartiti in 7 tappe più un cronoprologo, con partenza da Villeurbanne e arrivo a Megève. Fu vinto dal francese Armand De Las Cuevas della Banesto davanti allo spagnolo Miguel Ángel Peña e al kazako Andrej Teterjuk.

## Tappe
| Tappa  | Data      | Percorso                                                                  | km   | Vincitore di tappa  | Leader cl. generale  |
| ------ | --------- | ------------------------------------------------------------------------- | ---- | ------------------- | -------------------- |
| Prol.  | 7 giugno  | Villeurbanne > Villeurbanne (cron. individuale)                           | 5    | Chris Boardman      | Chris Boardman       |
| 1ª     | 8 giugno  | Villeurbanne > Charvieu-Chavagneux                                        | 190  | Maximilian Sciandri | Jens Voigt           |
| 2ª     | 9 giugno  | Charvieu-Chavagneux > Vals-les-Bains                                      | 198  | Damien Nazon        | Jens Voigt           |
| 3ª     | 10 giugno | Vals-les-Bains > Mont Ventoux                                             | 164  | José María Jiménez  | Armand De Las Cuevas |
| 4ª     | 11 giugno | Saint-Paul-Trois-Châteaux > Saint-Paul-Trois-Châteaux (cron. individuale) | 41,2 | Chris Boardman      | Armand De Las Cuevas |
| 5ª     | 12 giugno | Crest > Grenoble                                                          | 160  | Maximilian Sciandri | Armand De Las Cuevas |
| 6ª     | 13 giugno | Challes-les-Eaux > Megève                                                 | 161  | Richard Virenque    | Armand De Las Cuevas |
| 7ª     | 14 giugno | Megève > Megève                                                           | 144  | Miguel Ángel Peña   | Armand De Las Cuevas |
| Totale | Totale    | Totale                                                                    | 1063 |                     |                      |

## Dettagli delle tappe

### Prologo
- 7 giugno: Villeurbanne > Villeurbanne (cron. individuale) – 5 km

| Pos. | Corridore         | Squadra       | Tempo |
| ---- | ----------------- | ------------- | ----- |
| 1    | Chris Boardman    | Gan           | 5'40" |
| 2    | Christophe Moreau | Festina-Lotus | s.t.  |
| 3    | Laurent Jalabert  | ONCE          | a 3"  |

| Pos. | Corridore         | Squadra       | Tempo |
| ---- | ----------------- | ------------- | ----- |
| 1    | Chris Boardman    | Gan           | 5'40" |
| 2    | Christophe Moreau | Festina-Lotus | s.t.  |
| 3    | Laurent Jalabert  | ONCE          | a 3"  |

### 1ª tappa
- 8 giugno: Villeurbanne > Charvieu-Chavagneux – 190 km

| Pos. | Corridore           | Squadra | Tempo    |
| ---- | ------------------- | ------- | -------- |
| 1    | Maximilian Sciandri | FDJ     | 5h15'04" |
| 2    | Jens Voigt          | Gan     | s.t.     |
| 3    | Christophe Capelle  | Cofidis | a 1'30"  |

| Pos. | Corridore           | Squadra | Tempo    |
| ---- | ------------------- | ------- | -------- |
| 1    | Jens Voigt          | Gan     | 5h20'49" |
| 2    | Maximilian Sciandri | FDJ     | a 2"     |
| 3    | Chris Boardman      | Gan     | a 1'25"  |

### 2ª tappa
- 9 giugno: Charvieu-Chavagneux > Vals-les-Bains – 198 km

| Pos. | Corridore          | Squadra | Tempo    |
| ---- | ------------------ | ------- | -------- |
| 1    | Damien Nazon       | FDJ     | 5h03'48" |
| 2    | Stéphane Barthe    | Casino  | s.t.     |
| 3    | Christophe Capelle | Cofidis | s.t.     |

| Pos. | Corridore           | Squadra       | Tempo     |
| ---- | ------------------- | ------------- | --------- |
| 1    | Jens Voigt          | Gan           | 10h24'37" |
| 2    | Maximilian Sciandri | FDJ           | a 2"      |
| 3    | Christophe Moreau   | Festina-Lotus | s.t.      |

### 3ª tappa
- 10 giugno: Vals-les-Bains > Mont Ventoux – 164 km

| Pos. | Corridore            | Squadra | Tempo    |
| ---- | -------------------- | ------- | -------- |
| 1    | José María Jiménez   | Banesto | 4h26'29" |
| 2    | Armand De Las Cuevas | Banesto | s.t.     |
| 3    | Miguel Ángel Peña    | Banesto | a 31"    |

| Pos. | Corridore            | Squadra | Tempo     |
| ---- | -------------------- | ------- | --------- |
| 1    | Armand De Las Cuevas | Banesto | 14h52'45" |
| 2    | José María Jiménez   | Banesto | a 18"     |
| 3    | Miguel Ángel Peña    | Banesto | a 34"     |

### 4ª tappa
- 11 giugno: Saint-Paul-Trois-Châteaux > Saint-Paul-Trois-Châteaux (cron. individuale) – 41,2 km

| Pos. | Corridore        | Squadra           | Tempo   |
| ---- | ---------------- | ----------------- | ------- |
| 1    | Chris Boardman   | Gan               | 49'39"  |
| 2    | Gilles Maignan   | Mutuelle de Seine | a 45"   |
| 3    | Vjačeslav Ekimov | US Postal         | a 1'03" |

| Pos. | Corridore            | Squadra | Tempo     |
| ---- | -------------------- | ------- | --------- |
| 1    | Armand De Las Cuevas | Banesto | 15h45'02" |
| 2    | Jens Voigt           | Gan     | a 2"      |
| 3    | Miguel Ángel Peña    | Banesto | a 38"     |

### 5ª tappa
- 12 giugno: Crest > Grenoble – 160 km

| Pos. | Corridore           | Squadra | Tempo    |
| ---- | ------------------- | ------- | -------- |
| 1    | Maximilian Sciandri | FDJ     | 4h12'00" |
| 2    | Giovanni Lombardi   | Telekom | a 1'26"  |
| 3    | Nicolas Jalabert    | Cofidis | s.t.     |

| Pos. | Corridore            | Squadra | Tempo     |
| ---- | -------------------- | ------- | --------- |
| 1    | Armand De Las Cuevas | Banesto | 20h00'14" |
| 2    | Miguel Ángel Peña    | Banesto | a 38"     |
| 3    | Jens Voigt           | Gan     | a 48"     |

### 6ª tappa
- 13 giugno: Challes-les-Eaux > Megève – 161 km

| Pos. | Corridore        | Squadra       | Tempo    |
| ---- | ---------------- | ------------- | -------- |
| 1    | Richard Virenque | Festina-Lotus | 4h47'34" |
| 2    | Jean-Cyril Robin | US Postal     | a 1"     |
| 3    | Rik Verbrugghe   | Lotto         | s.t.     |

| Pos. | Corridore            | Squadra | Tempo     |
| ---- | -------------------- | ------- | --------- |
| 1    | Armand De Las Cuevas | Banesto | 24h49'01" |
| 2    | Miguel Ángel Peña    | Banesto | a 34"     |
| 3    | Jens Voigt           | Gan     | a 54"     |

### 7ª tappa
- 14 giugno: Megève > Megève – 144 km

| Pos. | Corridore            | Squadra | Tempo    |
| ---- | -------------------- | ------- | -------- |
| 1    | Miguel Ángel Peña    | Banesto | 3h19'55" |
| 2    | José María Jiménez   | Banesto | s.t.     |
| 3    | Armand De Las Cuevas | Banesto | s.t.     |

| Pos. | Corridore            | Squadra | Tempo     |
| ---- | -------------------- | ------- | --------- |
| 1    | Armand De Las Cuevas | Banesto | 28h08'56" |
| 2    | Miguel Ángel Peña    | Banesto | a 34"     |
| 3    | Andrej Teterjuk      | Lotto   | a 2'17"   |

## Classifiche finali

### Classifica generale
| Pos. | Corridore            | Squadra           | Tempo     |
| ---- | -------------------- | ----------------- | --------- |
| 1    | Armand De Las Cuevas | Banesto           | 28h08'56" |
| 2    | Miguel Ángel Peña    | Banesto           | a 34"     |
| 3    | Andrej Teterjuk      | Lotto-Mobistar    | a 2'17"   |
| 4    | Dariusz Baranowski   | US Postal Service | a 2'19"   |
| 5    | José María Jiménez   | Banesto           | a 2'41"   |
| 6    | Richard Virenque     | Festina-Lotus     | a 2'45"   |
| 7    | Jens Voigt           | Gan               | a 2'56"   |
| 8    | Thierry Bourguignon  | Big Mat-Auber 93  | a 4'13"   |
| 9    | Patrick Jonker       | Rabobank          | a 4'35"   |
| 10   | Jean-Cyril Robin     | US Postal Service | a 4'36"   |